# Radio Santa Fe
Radio Santa Fe es una de las primeras estaciones de radio de Bogotá, Colombia. Fundada el 1 de abril de 1938 por Hernando Bernal Andrade y su esposa Luisa Mahe. La emisora se especializa en noticias en su franja matutina, con programación musical popular el resto del día.
Hernando Bernal Andrade adquirió un sistema de comunicaciones de un avión accidentado, con lo que hizo los primeros transmisores y con su esposa compró una casa en el Barrio Centenario, ubicado en el sur de Bogotá, desde donde se hicieron las primeras transmisiones. Durante décadas, el programa Hacia una vida Mejor,  dirigido por Efrén Yepes Lalinde, fue insignia de la radio colombiana. También fue pionera en el formato de radio revista con "El Pereque", de Humberto Martínez Salcedo, cuyo tema era el humor político. 
Radio Santa Fe y Caracol Radio firmaron una alianza para relanzarla como una emisora popular, el 7 de octubre de 2013 trasladando la programación y locutores de la desaparecida cadena Radio Recuerdos bajo la dirección de Vicente Moros Ortega y las voz institucional de la emisora es Álvaro Gómez Zafra y Gustavo Tato Sanínt la voz del eslogan de la emisora.